# 하야시 마쓰리
하야시 마쓰리(일본어: 林 まつり, 1974년 6월 17일~)는 대한민국의 만화가이다. 재일 한국인이며, 1993년, 「별책 마가렛」을 통해 데뷔했다.

## 작품
- 가끔 전투(리이드 만화)
- 4 다다미 반 OL 노리코(2000년, ISBN 978-4088624877)
- 변심―장절! 다이어트의 나날(2002년, ISBN 978-4898298428)
- 마요네즈 요리 첩-부뉴와 한 조리개로 식생활이 바뀐다!(2003년, ISBN 978-4761260682 )
- 치과의 정신과 환자도 의사도 모두 헨!(2009년, ISBN 978-4309244761)
- Danna는 해상 보안관(2010년, ISBN 978-4821143009)